# Moraea tulbaghensis
Moraea tulbaghensis là một loài thực vật có hoa trong họ Diên vĩ. Loài này được L.Bolus miêu tả khoa học đầu tiên năm 1932.